# Éolienne de Nogent-le-Phaye
L'éolienne de Nogent-le-Phaye est une éolienne Bollée, située sur la commune de Nogent-le-Phaye dans le département français d'Eure-et-Loir en région Centre-Val de Loire.

## Histoire
Cette éolienne, du même type que celle de Berchères-les-Pierres, a été installée en 1898 pour alimenter en eau le lavoir communal. Elle est inscrite au titre des monuments historiques depuis 1993.

## Galerie

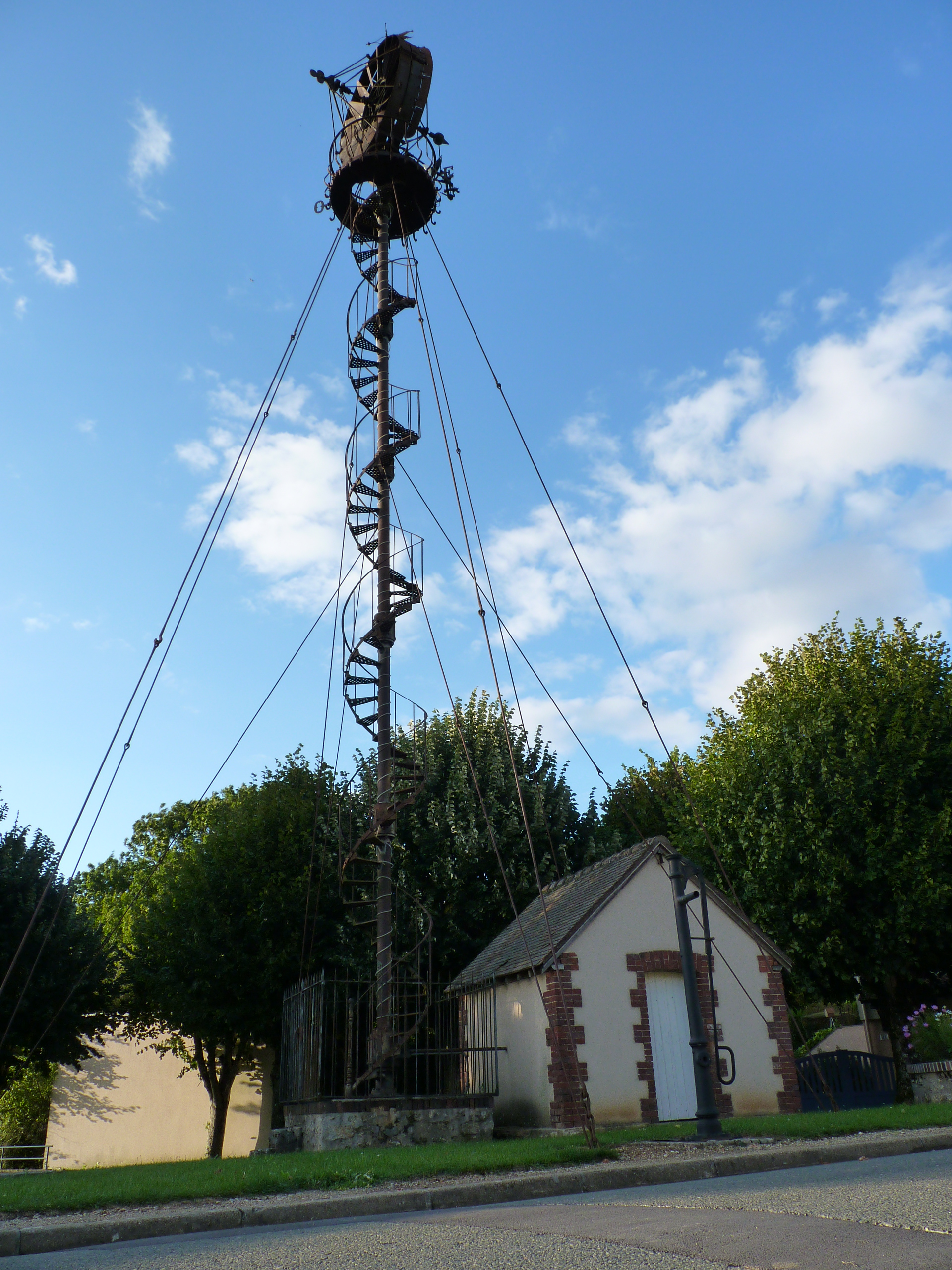
Vue générale avec la pompe.
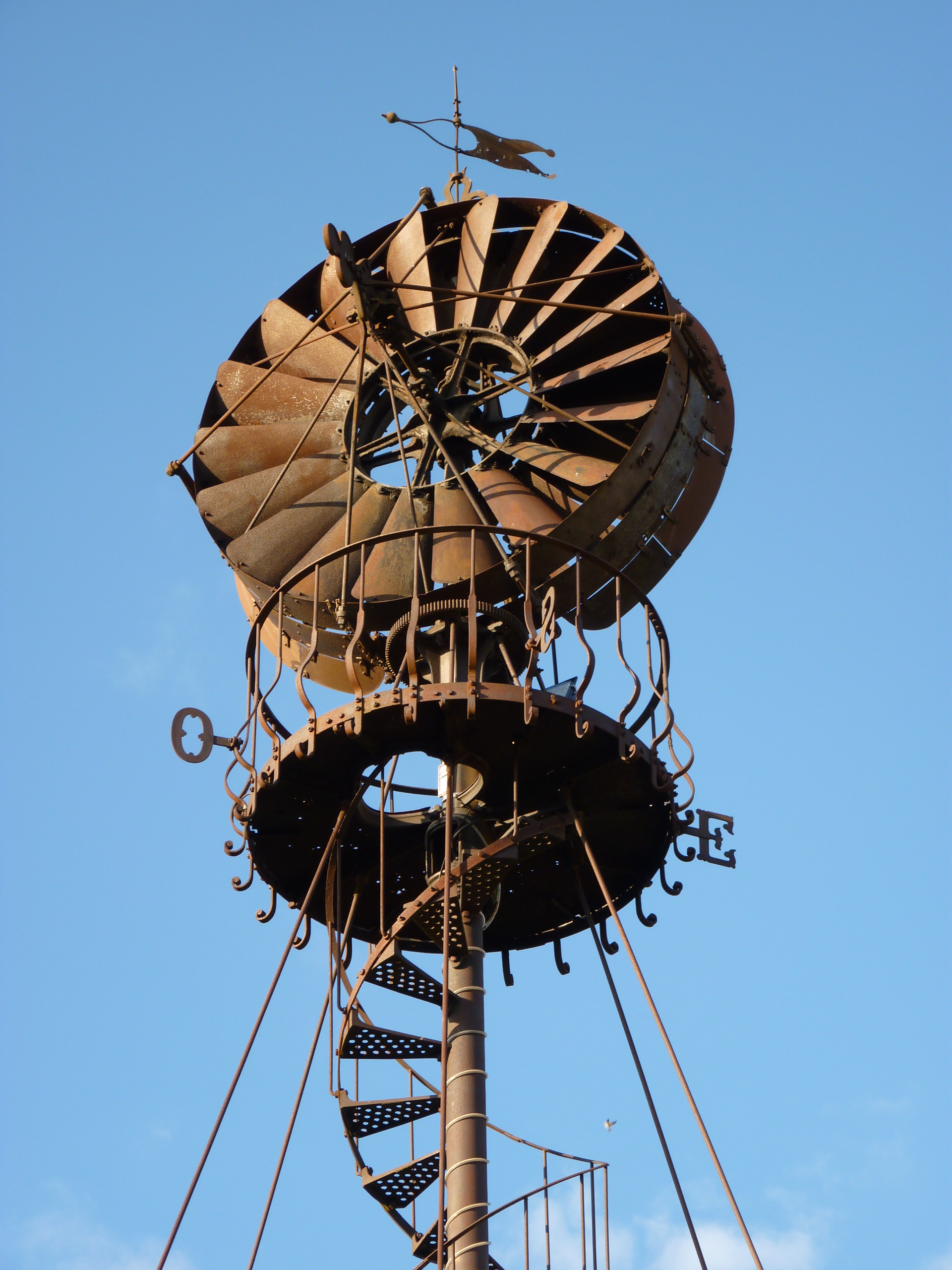
Sommet de l'éolienne.